# Nyitraegerszeg
Nyitraegerszeg (szlovákul Jelšovce, korábban Jágersek) község Szlovákiában, a Nyitrai kerületben, a Nyitrai járásban. Nemesperk hozzá tartozott.

## Fekvése
Nyitrától 10 km-re északnyugatra, a Nyitra-folyó jobb partján, 148 m magasan fekszik.

## Története
A régészeti leletek tanúsága szerint területén már az újkőkorszakban éltek emberek, az i. e. 4500 körüli időszakból a vonaldíszes kerámia, majd a zselízi csoport népének nyomait találták meg. A területet később is folyamatosan lakták, a bronz-, hallstatt- és latén kor emlékei is előkerültek. A 9. századból szláv temetőt tártak itt fel.

### Nyitraegerszeg
A mai települést 1326-ban "Egurzegh" alakban Károly Róbert király adománylevelében említik először, melyben Egerszeget több településsel együtt a nyitrai káptalannak adja. Plébániáját 1332-ben a pápai tizedjegyzék említi, ekkor már állt temploma is. 1397-ben az esztergomi káptalan oklevelében már mint régi plébániát említik. A nyitrai káptalané, majd az esztergomi érsekség nagyszombati uradalmának része. 1373-ban 36 jobbágytelke és 10 zsellérje volt. A következő háborús századokban a falu kétszer is leégett. 1549-ben két malma és 28 adózó portája volt. 1559-ben lakóit Érsekújvár várának építési munkáira kötelezték. 1579-ben a nyitrai püspök visszaadta a nyitrai káptalannak. 1582-ben Verebély, Cétény, Üzbég és Nyitraegerszeg lakói panaszkodtak Zeleméry László ellen. Az esztergomi érsekség birtokán 1597-ben végeztek kárfelmérést.
1618-ban jobbágyai fellázadtak és elűzték az adószedőket. A falu a hódoltság alatt az Érsekújvári vijalet Nyitrai náhijéjéhez tartozott. A török adóösszeírás szerint 25 adózó háztartása volt és 29-en fizettek adót. A nyitrai vár halászfalujaként lakói kiváltságokkal rendelkeztek, 1649-től szabad vámszedési joggal bírt. 1715-ben 44 adózó háztartás és pincészet található a községben. 1747-ben császári katonák az egész falut felégették. 1783-ban kiöntött a Kövecses és a Zeberény-ér és nagy károkat okozott a községben.
Vályi András szerint: "EGERSZEG. Tót falu Nyitra Vármegyében, földes Ura az Esztergomi Érsekség, lakosai katolikusok, fekszik Nyitrától más fél mértföldnyire, az Esztergomi Megyéhez tartozik, földgye, és réttye első osztálybéli, legelöje elegendő, malma is helyben, piatzozása Nagy Tapolcsányon, és Nyitrán, fája szűken, második Osztálybéli."
Fényes Elek szerint: "Egerszeg, Nyitra m. magyar falu, Nyitrához 1 1/2 órányira; 1009 kath. lak. Kath. paroch. templom; tágas és termékeny határ; bortermesztés; erdő; kövér rétek. F. u. az esztergomi érsek."
Nyitra vármegye monográfiája szerint: "Nyitra-Egerszeg, nagy magyar község a Nyitra jobb partján. Lakosainak száma 1037, vallásuk r. katholikus. Postája van, távirója Sarluska-Üzbég, vasúti állomása Vicsáp-Apáti. E községről 1334-ből találjuk az első írott nyomokat. A falu a Nyitra vize mellett fekszik, mely azonban 40-45 évvel ezelőtt nem itt, hanem tovább keletre, a szalakuszi és a darázsi határ alatt folyt. 1600 körül bizonyos Lissender János nevü katonatiszt a községben fogadalmi kápolnát emeltetett, melyet gróf Eszterházy Imre esztergomi prépost 1733-ban olyképen bővíttetett ki, hogy a kápolnához uj, nagyobb templomhajót és templomtornyot építtetett és ezáltal templommá alakíttatta át. Kegyura a herczegprímás. A franczia háborúk idejében a községet az ellenséges hadak hét helyen felgyújtották és porrá égették. 1836-ban és 1867-ben a község nyugati oldalán levő lankáson összegyülemlett hótömegek olvadáskor az egész községet elöntötték úgy, hogy a házak egy része összedőlt. A templomban, egy szekrényben, érdekes, régi okleveleket, egy nagybecsü kelyhet és szentségtartót őriznek. A községben hitelszövetkezet is van."
1861-ben és 1891-ben részben leégett. Kolerajárvány pusztított az 1831, 1836, 1848, 1850, 1851, 1855, 1866, 1872 és 1873-as évben.
1863-ban Perk faluval egyesítették. Tűzoltó egyesülete 1889-ben alakult. 1898-ban egyosztályos magyar és kétosztályos szlovák nyelvű iskolája volt.

### Nemesperk
Perket 1270-ben "Peerch" néven említik először. 1326-ban "Perk" alakban tűnik fel. 1753-ban 5 szabad és 10 zsellércsalád lakta.
Vályi András szerint: "PERK. Nemes Perk. Elegyes falu Nyitra Vármegyében, földes Urai Medvetzky, és több Uraságok, lakosai katolikusok, fekszik Suránkához közel, mellynek filiája."
Fényes Elek szerint "Perk (Nemes), Perkowcze, tót falu, Nyitra vgyében, Nyitrához 1 1/2 óra, 119 kath., 10 evang., 9 zsidó lak. F. u. többen."
Nyitra vármegye monográfiája szerint: "Nemes-Perk, Csupán 7 házból álló kis község, Csabtól keletre. Lakossága csupán 3 izr. vallásu bérlőből és az uradalmakhoz tartozó cselédségből és napszámosokból áll. Lakóinak száma mindössze 127, akik néhány magyar kivételével tótok. 1270-ből származó feljegyzések "Pérk" (Peerch) néven említik. Azelőtt nemesi község volt és több kisbirtokos nemes tulajdonát képezte, mint Cherny, Szabó, Petykó és Gasparovich."
A trianoni diktátumig mindkét település Nyitra vármegye Nyitrai járásához tartozott. 1936. május 30-án nagy jégeső károsította meg Nyitrát, valamint Alsó- és Felsőköröskény, Berencs, Cabajcsápor, Csekej, Nagyemőke, Nagycétény, Nyitracsehi, Nyitraegerszeg, Salgó, Tormos, Ürmény, Üzbég, Vicsáp és Apáti, illetve Zobordarázs falvakat.
Hivatalos szlovák neve 1921-től Jágersek, 1950-től Jelšovce.

## Népessége
| Év:            | 1994. | 2004.   | 2014.   | 2024.   |
| -------------- | ----- | ------- | ------- | ------- |
| Emberek száma: | 979   | 949     | 1008    | 985     |
| Eltérés:       |       | -3,06 % | +6,21 % | -2,28 % |

| Év:            | 2023. | 2024.   |
| -------------- | ----- | ------- |
| Emberek száma: | 986   | 985     |
| Eltérés:       |       | -0,10 % |

1751-ben 163 család élt a településen.
1787-ben 111 házában 742 lakos élt.
1812-ben 754 lakosa volt.
1828-ban 137 háza volt 958 lakossal.
1880-ban 982 lakosából 880 magyar, 44 szlovák, 26 német, 1 más anyanyelvű és 31 csecsemő.
1890-ben 1037 lakosából 949 magyar, 64 szlovák, 22 német és 2 más anyanyelvű.
1900-ban 1072 lakosából 999 magyar és 58 szlovák anyanyelvű volt.
1910-ben 1130 lakosából 1039 magyar, 60 szlovák, 14 német és 17 más anyanyelvű.
1919-ben 1092 lakosából 1037 magyar, 44 csehszlovák és 11 egyéb nemzetiségű volt. Ebből 1064 római katolikus, 10 evangélikus, 17 zsidó és 1 egyéb vallású.
1921-ben 1146 lakosából 1010 magyar és 122 csehszlovák volt.
1930-ban 1175 lakosából 944 magyar és 220 csehszlovák.
1970-ben 1277 lakosából 223 magyar, 1048 szlovák és 5 cseh volt.
1980-ban 1133 lakosából 110 magyar, 999 szlovák, 17 ismeretlen nemzetiségű és 6 cseh volt.
1991-ben 960 lakosából 153 magyar és 794 szlovák volt.
2001-ben 950 lakosából 836 szlovák és 98 magyar volt.
2011-ben 990 lakosából 919 szlovák, 48 magyar, 4 cseh, 1 cigány, 2 morva és 16 ismeretlen nemzetiségű volt. Ebből 861 szlovák, 102 magyar és 19 ismeretlen anyanyelvű volt.
2021-ben 988 lakosából 931 szlovák, 14 (+15) magyar, 1 cigány, 7 egyéb és 35 ismeretlen nemzetiségű volt.

## Néprajza
A Néprajzi Múzeum gyűjteményeiben több nyitraegerszegi vonatkozású anyag is van, többek között fényképek (például Ernyey Józseftől) és rajzok.

## Neves személyek

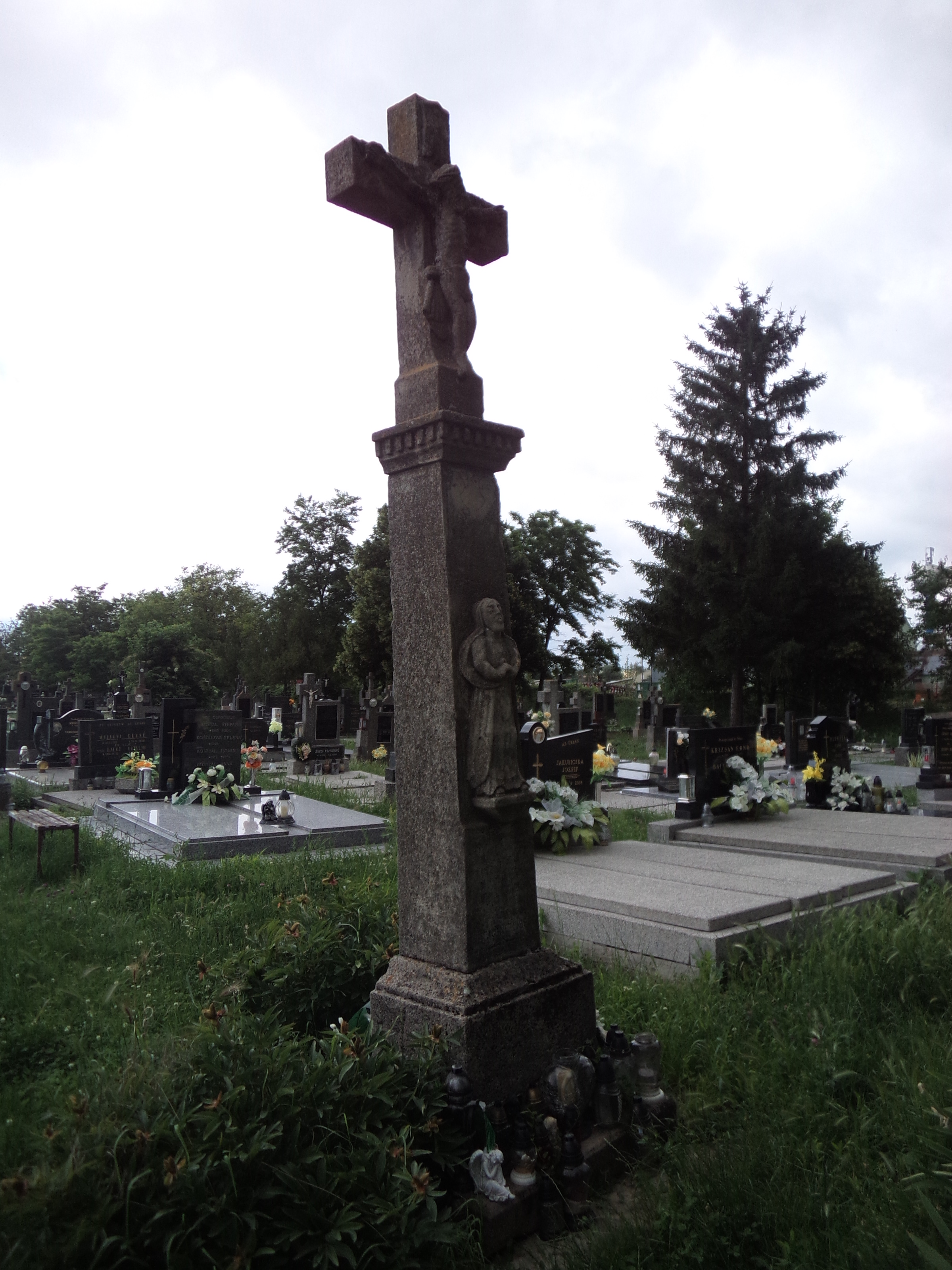
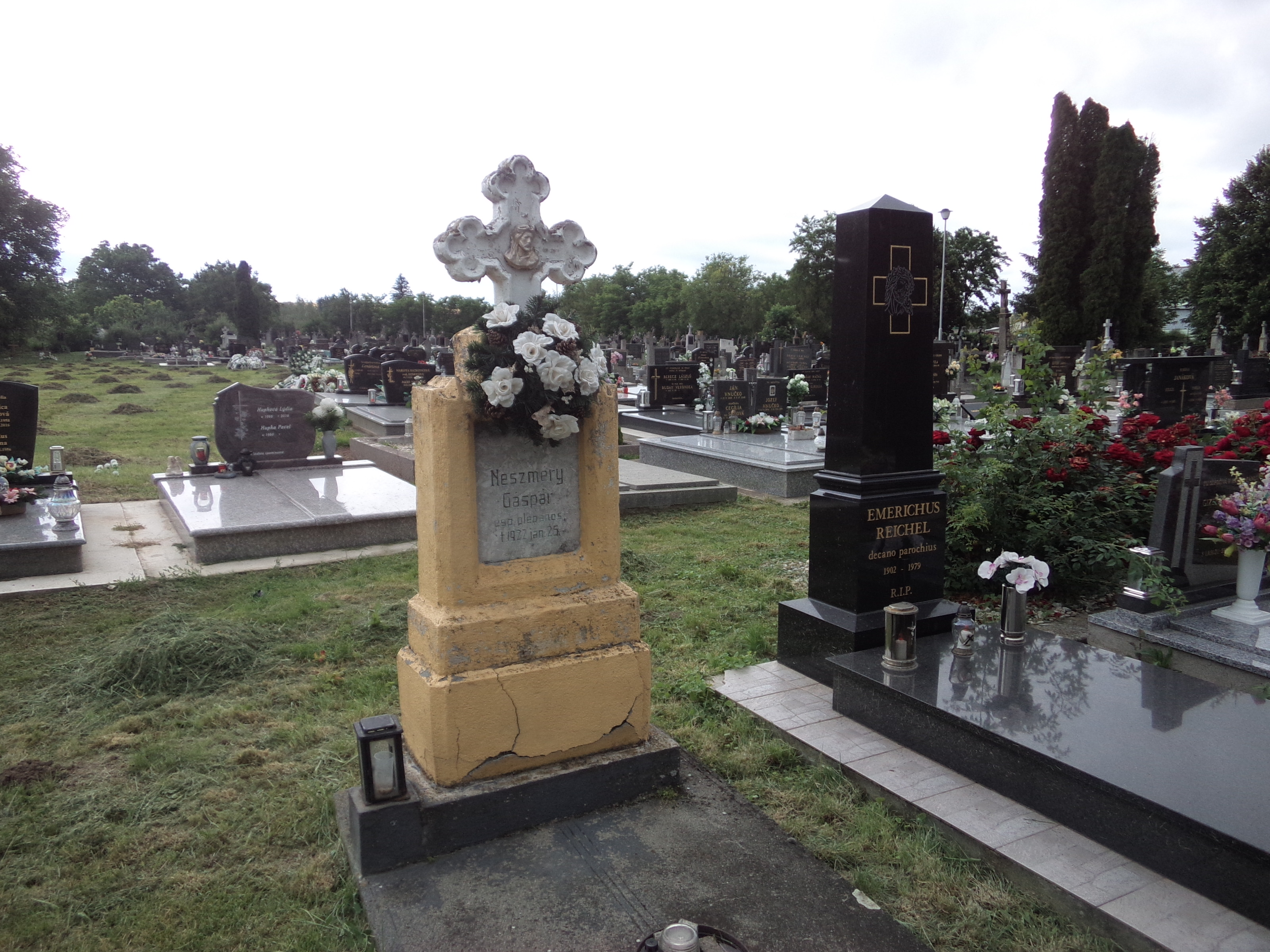
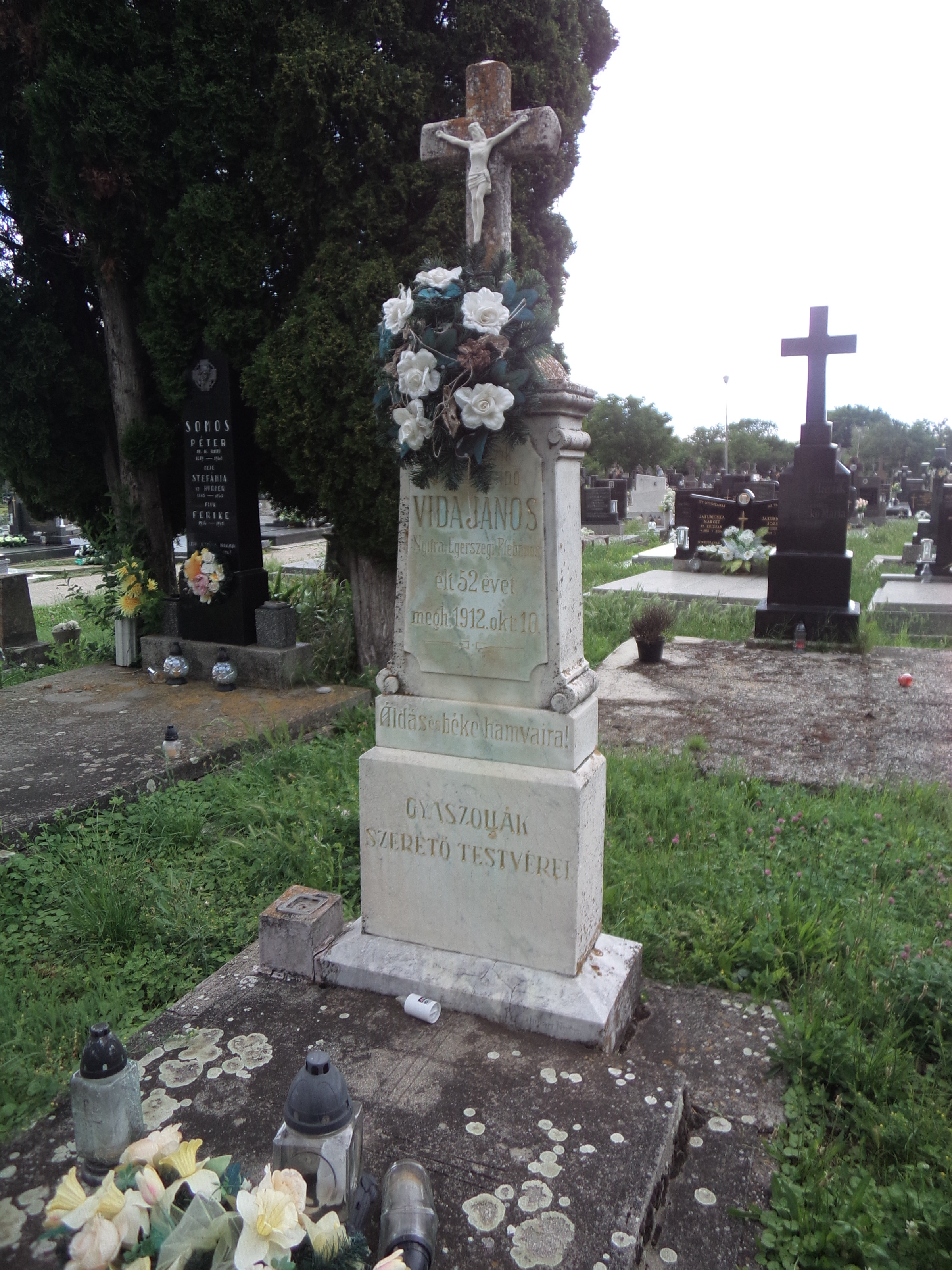
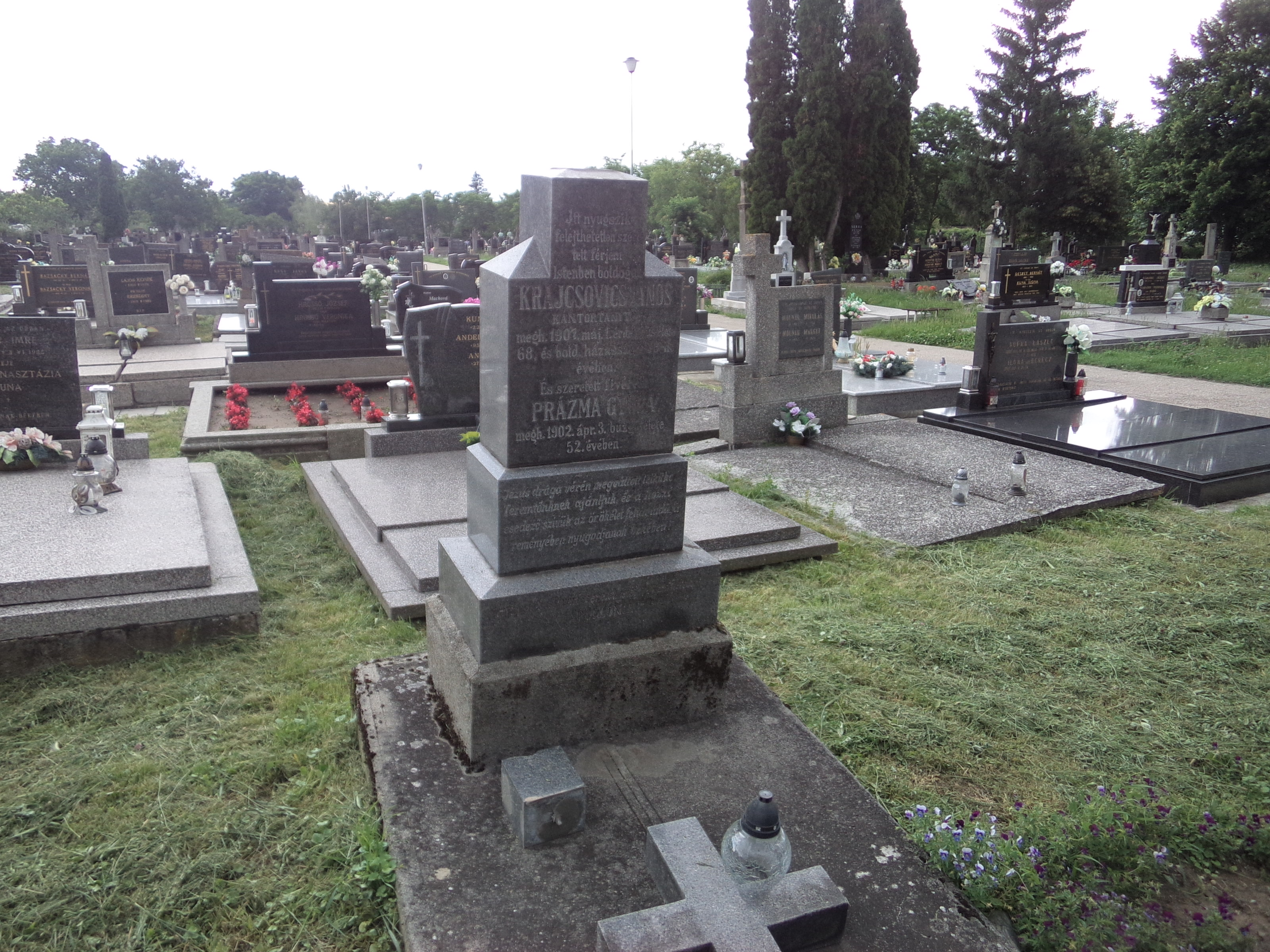

- Itt született Czigány Imre (1917-1985) gímesi plébános-esperes, meghurcolt magyar pap.[16]
- Itt született Pavol Bencz (1936–2012) csehszlovák válogatott szlovák labdarúgó
- Itt született František Desset (1942–2006) szlovák színész
- Itt hunyt el Szaiff János (1855–1902) római katolikus plébános
- Itt szolgált Ács Ferenc (1846–1917) plébános, teológiai tanár, költő
- Itt szolgált Petrásek Ágoston (1879–1944) csehszlovákiai politikus, római katolikus szerzetes pap
- Itt élt Jánoky-Madocsányi Gyula (1877–1947) Nyitra vármegye főispánja, országgyűlési képviselő
- Itt nyugszanak Neszméry Gáspár (1848–1922), Reichel Imre (1902–1979)[17] esperesek és Vida János (1860–1912) plébános

## Nevezetességei

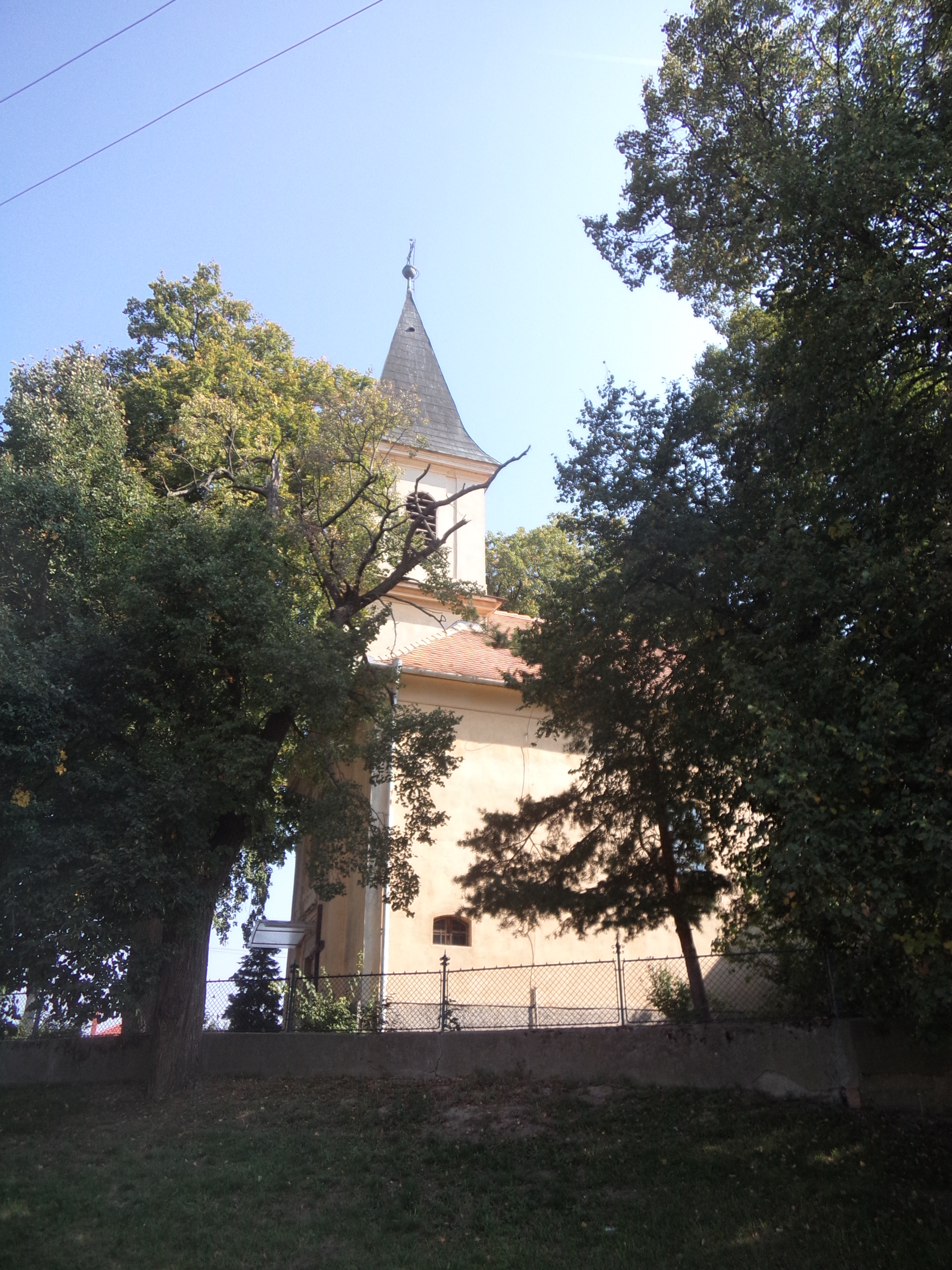
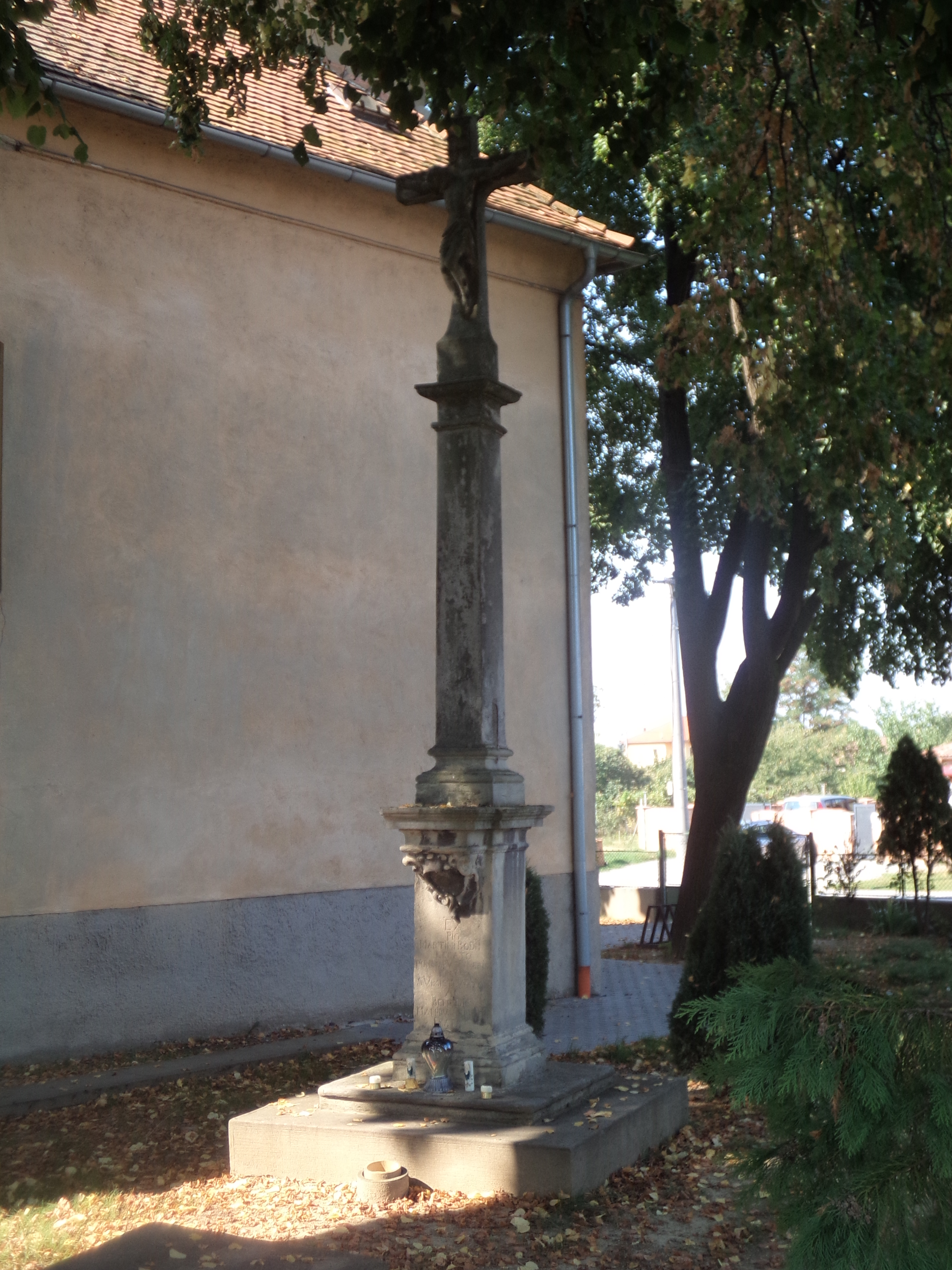
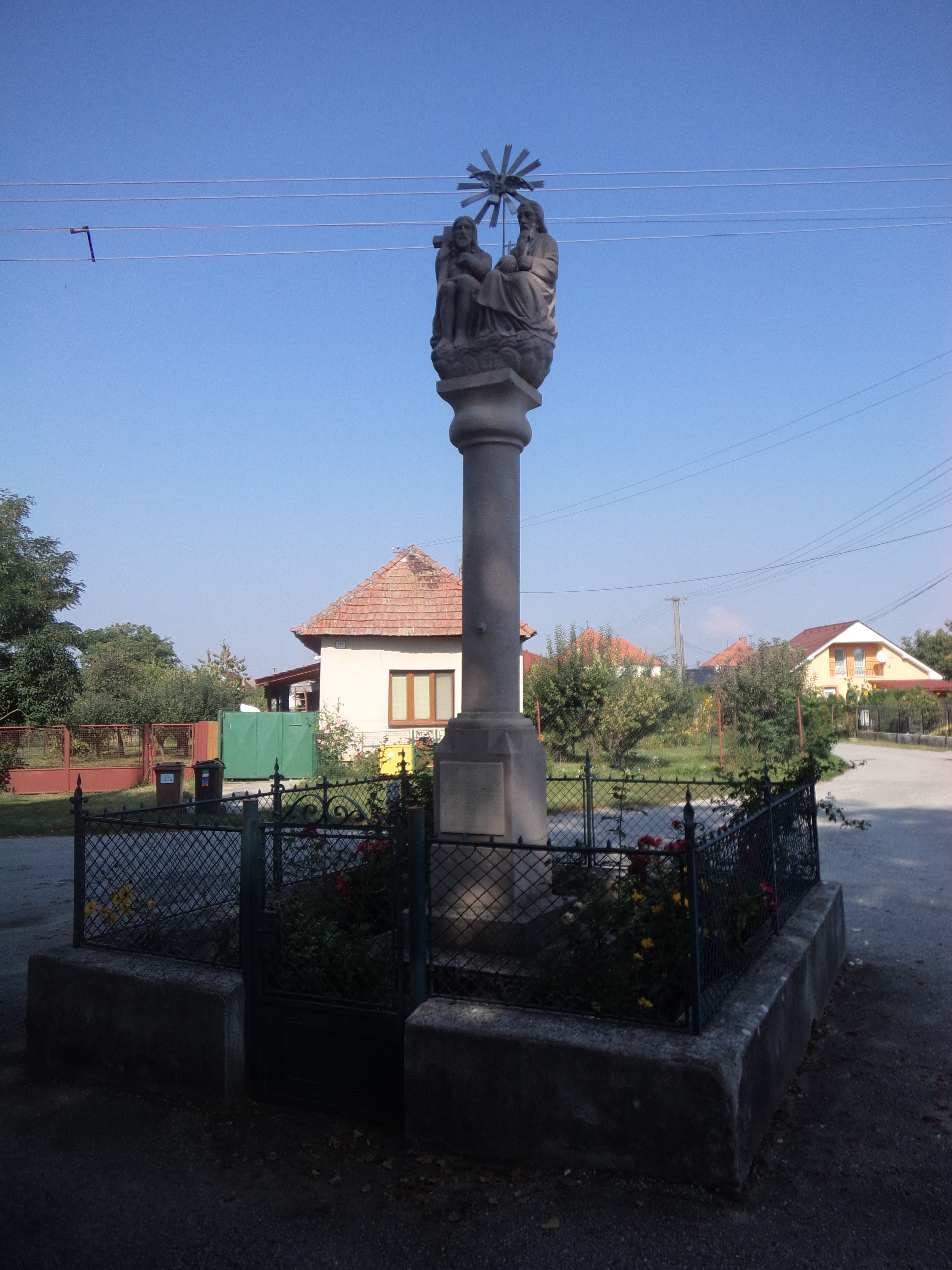
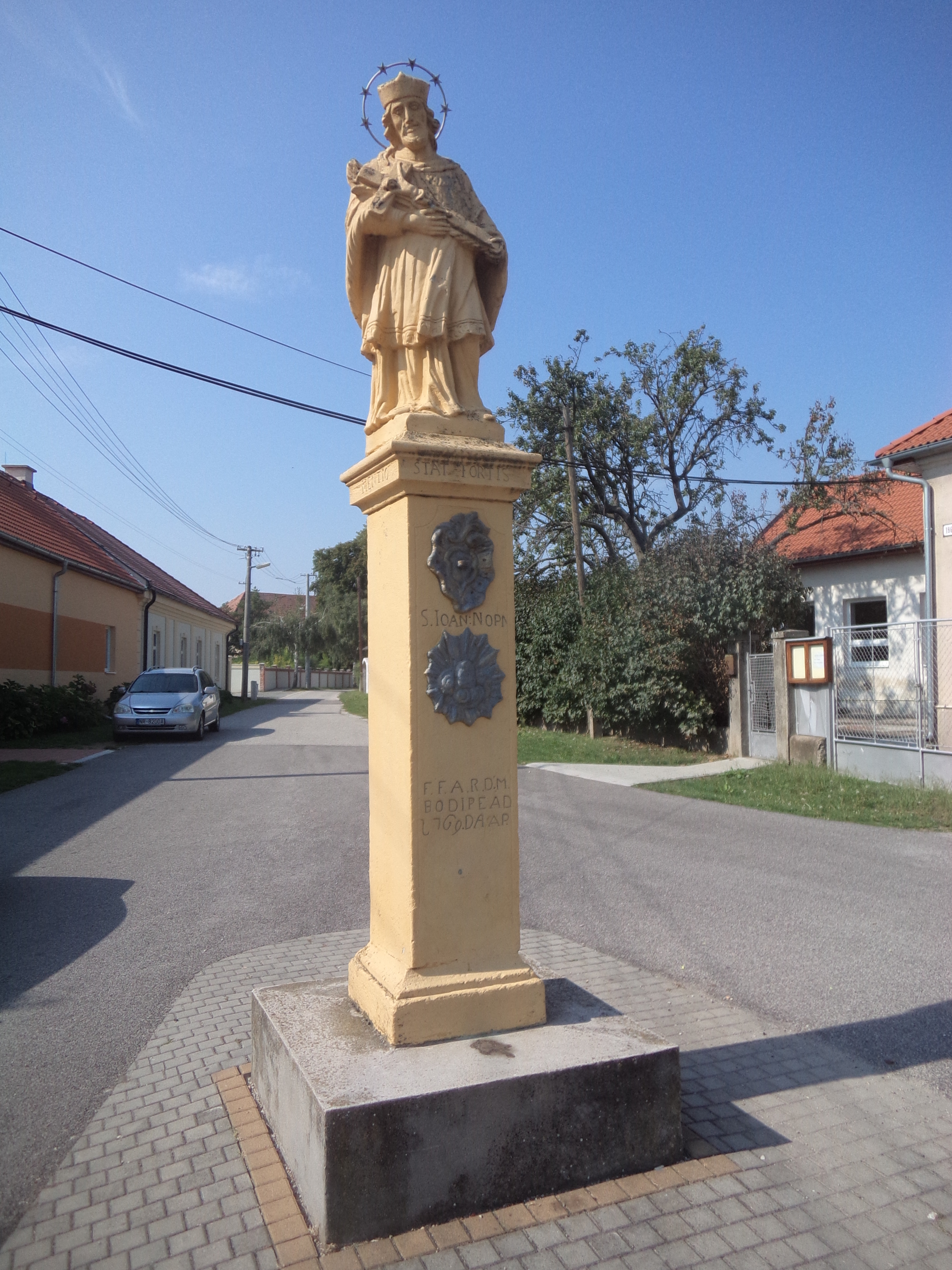
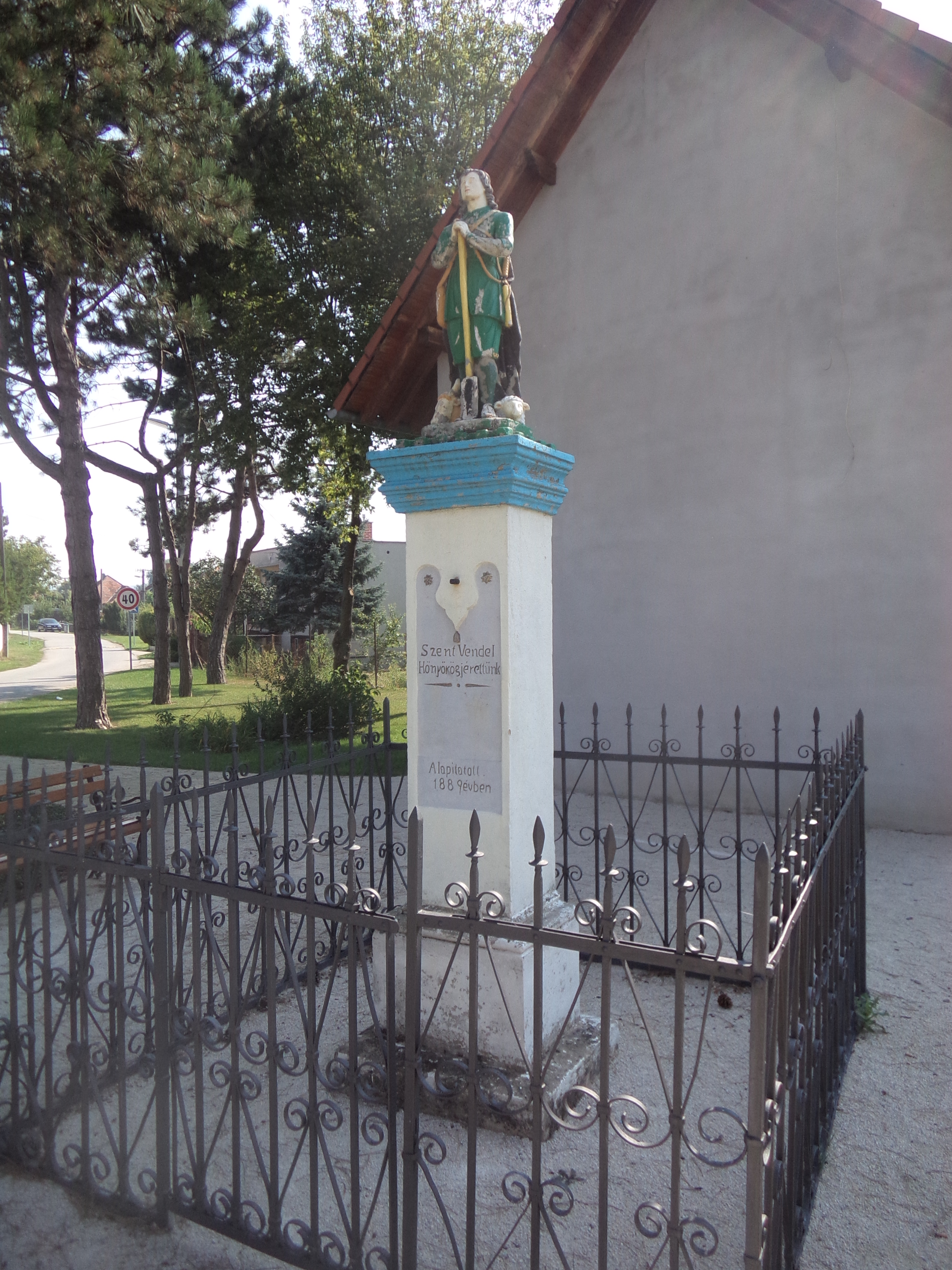

- Szent Mária Magdolna tiszteletére szentelt, római katolikus temploma. A templom 1333-ban már állt, 1599-ben gótikus stílusban alakították át. 1733-ban gróf Eszterházy Imre hajóval és toronnyal bővíttette, egyben barokk stílusban építtette át. 1913-ban a barokk tornyot lebontották és újat építettek helyette.
- A plébánia épülete barokk stílusú.

## Külső hivatkozások
- Hivatalos oldal
- Nem hivatalos oldal Archiválva 2007. november 26-i dátummal a Wayback Machine-ben
- Községinfó
- Nyitraegerszeg Szlovákia térképén
- E-obce.sk[halott link]